# لوگان (رهبر ایروکوا)

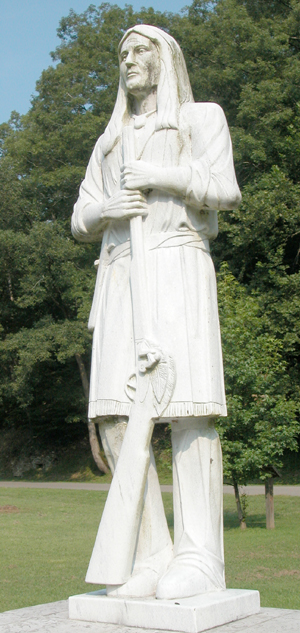
تندیس لوگان در لوگان، ویرجینیای غربی

لوگان (زادهٔ پیرامون ۱۷۲۵- مرگ ۱۷۸۰) از سرخ‌پوست‌های کایوگا بود و در اوهایو می‌زیست. خانوادهٔ او به دست پیش‌قراولان آمریکایی کشته‌شده بودند و این انگیزهٔ نبرد دانمور به سال ۱۷۷۴ گشته‌بود. ناماوری لوگان بیشتر به دلیل سخنرانی پس از جنگ اوست که به زاری لوگان خوانده می‌شود.
سخنرانی او که مضمونش بیداری وجدان سفیدپوستان و یاداوری‌های مهربانی‌های پیشین قبیلهٔ او بدیشان بوده در نشریات آن زمان مستعمره‌ها به چاپ رسید. اگرچه واقعیت داشتن این سخنرانی همواره مورد تردید و جدل بوده‌است.
از پایان زندگی او آگاهی دقیقی در دست نیست. گویا در جنگ استقلال آمریکا در برابر آمریکاییان می‌جنگیده است. همچنین می‌نماید که او در ۱۷۸۰ به دست یکی از خویشانش کشته شده باشد.